# Yang Bin
Yang Bin (1961) is een Chinees-Nederlandse zakenman, die in de Volksrepubliek China is veroordeeld tot een gevangenisstraf van 18 jaar. Hij was een van de rijkste Chinezen op de lijst van Forbes; zijn vermogen werd in 2002 geschat op 1 miljard dollar.
Hij en zijn gezin verkregen de Nederlandse nationaliteit na het bloedbad op het Plein van de Hemelse Vrede in Peking in 1989. Yang Bin heeft in Nederland een ex-vrouw en twee kinderen.
Yang Bin woonde jaren in Leiden en werd vanuit Nederland rijk met zijn agrarische import- en exportbedrijf Euro-Asia. Daarnaast is hij de bouwer en bedenker van onder andere het bloemencentrum met veiling in Peking. In 2000 startte hij bij de miljoenenstad Shenyang in het noordoosten van China de bouw van een attractiepark, gemaakt in Nederlandse stijl.

## Holland Village

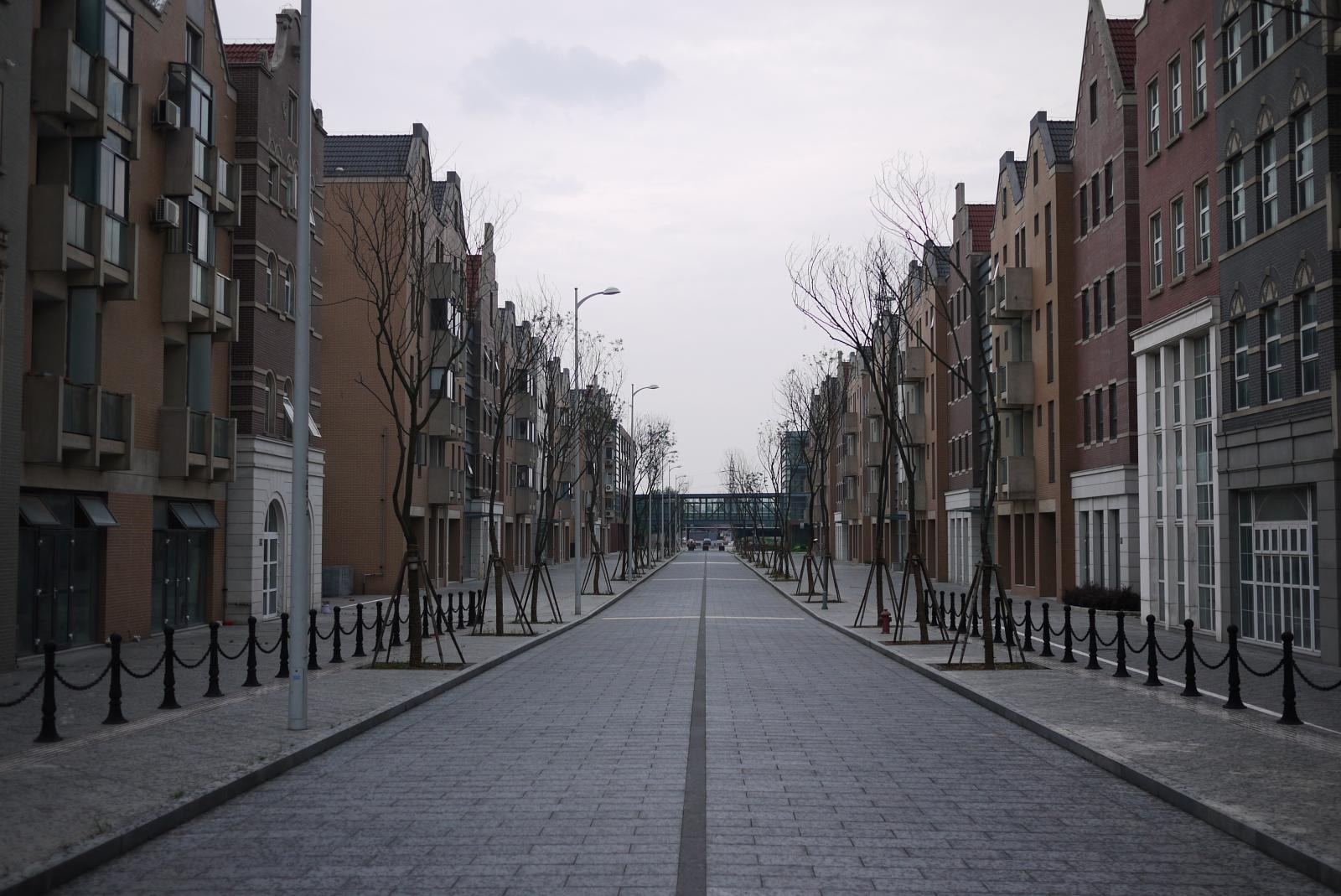
Holland Village (Shenyang)

In dit Holland-dorp staan Amsterdamse grachtenpanden, molens et cetera. Er staan replica's op ware grootte van het koninklijk paleis Huis ten Bosch en station Amsterdam Centraal. Van het stadhuis van Gouda en het Vredespaleis in Den Haag zijn de fundamenten gelegd. Verder werd er een luxueuze trouwkapel gebouwd met een groot kerkorgel. Dit orgel is een replica van het orgel uit de Hillegondakerk in Rotterdam – Hillegersberg en werd gebouwd door een gespecialiseerde orgelbouwer uit Zuid-Afrika.
Daarnaast zijn er kilometerslange kassencomplexen gebouwd voor de productie van onder andere rozen en andere bloemen en planten, tomaten, komkommers, paprika's en andere groenten.
Tijdens zijn gevangenschap (zie verder) is Holland Village door de Chinese autoriteiten grotendeels met de grond gelijk gemaakt.

## Noord-Korea
In 2002 verkoos Noord-Korea hem tot gouverneur van de provincie Sinuiju voor het uitvoeren van een kapitalistisch experiment in de vorm van een vrijhandelszone. Mede vanwege het feit dat dit experiment plaats zou vinden in een aan China grenzende provincie waren de Chinezen erg gekant tegen dit plan.

## Gevangenisstraf
Kort na zijn officiële aanstelling werd hij op 4 oktober 2002 door de Chinese autoriteiten gearresteerd en op grond van drie aanklachten, betreffende belastingfraude, veroordeeld tot 18 jaar gevangenisstraf. Na de arrestatie van Yang Bin werd op 29 april 2003 het faillissement uitgesproken van zijn Nederlandse vennootschappen, werden alle in Nederland werkzame medewerkers ontslagen en kwamen alle activiteiten stil te liggen.